# Lucía Lacarra
Lucía Lacarra Gurrutxaga (Zumaya, 24 de marzo de 1975) es una bailarina de ballet española que ha sido bailarina principal del Bayerisches Staatsballett (Ballet de la Ópera Estatal de Baviera) desde 2002. Recibió el Premio Benois de la Danse, fue nombrada Bailarina de la Década en 2011, en la Gala de las Estrellas del Ballet Mundial en San Petersburgo. De 2018 a 2020 fue la directora artística en la compañía y de la escuela de ballet de Víctor Ullate, hasta el cierre de la misma.
En 2022 recibió el Premio Max a la mejor intérprete femenina de danza por In the still of the night.

## Biografía
Nacida en la ciudad vasca de Zumaya, Guipúzcoa, Lacarra estaba interesada en la danza desde muy joven, pero solo recibió entrenamiento a partir de los 10 años cuando abrió una escuela de ballet en su ciudad natal. Después de participar en un curso de verano dirigido por Rosella Hightower, estudió durante tres años con Mentxu Medel en San Sebastián antes de asistir a la escuela de Víctor Ullate en Madrid, junto con Tamara Rojo y Ángel Corella. Pronto se convirtió en miembro del Ballet de Víctor Ullate, bailando Allegro Brillante de George Balanchine cuando tenía 15 años, así como otros ballets abstractos modernos.

## Carrera profesional
Después de cuatro temporadas con Ullate, ingresó al Ballet de Marseille de Roland Petit como bailarina principal, bailando el rol de Esmeralda en su Notre Dame de Paris. Durante los siguientes tres años, bailó roles principales en otros siete ballets de Petit, incluido Le Guépard, donde bailó Angélique, y Le jeune homme et la mort, donde bailó con Nicolas Le Riche. En 1997, entró al Ballet de San Francisco donde actuó en varias obras clásicas y contemporáneas, asumiendo el papel principal en Giselle (1999) de Helgi Tomasson. Allí, conoció a Cyril Pierre, con quien se casó en 1998.
En 2002, Lacarra se mudó a Múnich donde se convirtió en bailarina principal del Bayerisches Staatsballett, bailando con Cyril Pierre, con quien participó en actuaciones como invitados en todo el mundo. En los últimos años, bailó los papeles de la Princesa Natalia y de la Princesa Odette en Ilusiones-Como Swan Lake de John Neumeier; Katharina en The Taming of the Shrew de John Cranko y Hippolyta / Titania en El sueño de una noche de verano de Neumeier. A partir de 2007, comenzó a bailar con Marlon Dino, con quien se casó en 2010.
Junto a Matthew Golding, bailarín internacional nacido en Canadá, dirige su emergente compañía Lucía Lacarra Ballet  que se estrenó en octubre de 2023 con la obra Lost Letters en el Teatro Arriaga de Bilbao. 

## Premios
- En 2002, Lacarra recibió el Premio Nijinsky.
- En 2003, en una gala en el Teatro Bolshoi de Moscú, recibió el Premio Benois de la Danse como mejor bailarina por su papel de Tatiana en Onegin de Cranko.[10]
- En 2011, en la gala de World Ballet Stars en San Petersburgo, fue nombrada la bailarina de la década.
- En 2022 recibió el Premio Max a la Mejor intérprete femenina de danza por In the still of the night.[3]
- En enero de 2024, el Ministerio de Cultura de España la distinguió con la Medalla de Oro al Mérito en las Bellas Artes 2023.[11]